# کلیدهای پادشاهی
کلیدهای پادشاهی (به انگلیسی: Keys to the Kingdom) یک ترانه از گروه راک آمریکایی لینکین پارک است. این یکی از ترانه‌های آلبوم ضیافت شکار است. این ترانه توسط مایک شینودا و براد دلسون تهیه شده‌است.

## جدول
| جدول ۲۰۱۴                         | جایگاه |
| --------------------------------- | ------ |
| UK Rock - Official Charts Company | ۳۳     |